# Желтолицый длиннокрылый попугай
Желтолицый длиннокрылый попугай (лат. Poicephalus flavifrons) — птица семейства попугаевых.

## Описание
Длина тела 27-28 см. Основная окраска оперения зелёная. Щёки и лоб жёлтые. Брюшная часть тела светло-зелёная с голубоватым оттенком, такого же цвета и надхвостье. Рулевые перья оливково-бурого цвета, хвост оливково-коричневый. Окаймление рулевых и хвостовых перьев зелёное. Окологлазное кольцо матовое тёмно-коричневое. Надклювье серое с лёгкими тёмно-жёлтыми просветами. Подклювье костного цвета. Лапы тёмно-серые, радужка оранжево-алая.

## Распространение
Обитает в Эфиопии.

## Образ жизни
Населяют акациевые рощи, саванны, высокогорные леса до высоты 2800 м над уровнем моря. Образ жизни изучен мало.